# Xã Robb, Quận Posey, Indiana
Xã Robb (tiếng Anh: Robb Township) là một xã thuộc quận Posey, tiểu bang Indiana, Hoa Kỳ. Năm 2010, dân số của xã này là 1.881 người.